# Eurois elenae
Eurois elenae là một loài bướm đêm trong họ Noctuidae.